# Lista de campeãs do carnaval de Belo Horizonte - Blocos caricatos
Esta e uma lista sobre as campeãs dos grupos dos blocos caricatos do Carnaval de Belo Horizonte. sendo as que venceram e ascenderam para o ano seguinte.

## Campeãs
| Ano  | Grupo    | Bloco campeão               | Enredo                                                                                                | Ref.                 |
| ---- | -------- | --------------------------- | --- | -------------------- |
| 2010 | ÚNICO    | Por Acaso                   | O Por Acaso vem mostrar na avenida. Do folclore brasileiro: lendas, contos e mitos...                 | [ 2 ] [ 3 ]          |
| 2011 | Especial | Por Acaso                   | No Parque Municipal, o Por Acaso, vem sambar neste carnaval                                           | [ 4 ]                |
| 2011 | Acesso   | Infiltrados de Santa Tereza | Chaves e os Sete Pecados Capitais                                                                     | [ 4 ]                |
| 2012 | Especial | Por Acaso                   | Do pombo correio ao email, o Por Acaso tá no meio                                                     | [ 5 ]                |
| 2012 | Acesso   | Aflitos do Anchieta         | Clássicos do cinema                                                                                   | [ 5 ]                |
| 2013 | Especial | Por Acaso                   | Lembrando nosso tempo de infância. O Por Acaso vem mostrar na avenida antigas brincadeiras de criança | [ 6 ]                |
| 2013 | Acesso   | Vila Estrela                | Arquiteto de Ilusões - Homenageando o Cenografista e Figurinista Raul Belém Machado                   | [ 6 ]                |
| 2014 | Único    | Vila Estrela                | A Terra do Sol Ardente a Vila Estrela vem Cantar                                                      | [ 7 ] [ 8 ]          |
| 2015 | Único    | Mulatos do Samba            | | [ 9 ]                |
| 2016 | Único    | Mulatos do Samba            | | [ 10 ]               |
| 2017 | Único    | Mulatos do Samba            | | [ 11 ] [ 12 ]        |
| 2018 | Único    | Mulatos do Samba            | | [ 13 ] [ 14 ] [ 15 ] |
| 2018 | Único    | Estivadores do Havaí        | | [ 13 ] [ 14 ] [ 15 ] |
| 2018 | Único    | Bacharéis do Samba          | | [ 13 ] [ 14 ] [ 15 ] |
| 2019 | Grupo A  | Bacharéis do Samba          | | [ 16 ]               |
| 2019 | Grupo B  | Acadêmicos da Vila Estrela  | | [ 16 ]               |
| 2020 | Grupo A  | Bacharéis do Samba          | Toca Raul                                                                                             |                      |
| 2020 | Gropo B  | Corsários do Samba          | |                      |